# Thiago Rodrigues da Silva
Thiago Rodrigues da Silva (Rio de Janeiro, 6 januari 1996) - alias Mosquito - is een Braziliaans voetballer die bij voorkeur als aanvaller speelt. Hij verruilde in januari 2015 Atlético Paranaense voor Desportivo Brasil. Dat verhuurde hem in februari 2015 voor vier maanden aan CR Vasco da Gama.

## Clubcarrière
Mosquito werd geboren in Rio de Janeiro. Hij komt uit de jeugdopleiding van Atlético Paranaense. Op 20 april 2014 vierde hij zijn debuut in de Braziliaanse Série A op de openingsspeeldag van het seizoen 2013/14 tegen Grêmio. Hij viel na 74 minuten in voor Marcos Guilherme. Atlético Paranaense won de wedstrijd met het kleinste verschil na een doelpunt van verdediger Dráusio.